# Anthony Brockholls
Anthony Brockholls (* um 1656 in Claughton, Lancashire; † 1723) war von 1681 bis 1683 kommissarischer englischer Gouverneur der Provinz New York.

## Leben
Über das Leben von Anthony Brockholls oder Brockholst, wie sein Name in einigen alten Unterlagen manchmal geschrieben wird, ist nicht viel bekannt. Er wurde um das Jahr 1656 in eine katholische Familie hineingeboren. Später wurde er Soldat und diente zunächst in Barbados und dann in einer Garde des Herzogs von York, dem späteren König Jakob II. Dieser war von seinem Bruder Karl II. mit der englischen Kolonie New York belehnt worden und damit faktisch Eigentümer der Kolonie. Im Jahr 1673 wurde in England die sogenannte Testakte verabschiedet. Dieses Gesetz schloss Katholiken von allen öffentlichen Ämtern in der Staatsverwaltung aus. Allerdings galt es nicht in den Kolonien. Daher wurde der katholische Brockholls im Jahr 1674 zusammen mit Edmund Andros in die Provinz New York geschickt. Andros wurde dort 1674 Gouverneur und Leutnant Brockholls auf ausdrücklichen Befehl von König Karl dessen Stellvertreter, auch als Befehlshaber der dortigen englischen Truppen. 1675 wurde er zum Hauptmann befördert. Zwischen 1681 und 1683 fungierte er als kommissarischer Gouverneur. Danach bekleidete er bis zur sogenannten Leisler-Rebellion weiterhin offizielle Ämter in der Kolonie. Er war zeitweise wieder stellvertretender Gouverneur und militärischer Kommandeur der Kolonie. Seine Fähigkeiten bei der kolonialen Verwaltung werden in den Quellen unterschiedlich beurteilt. Einmal wird er für seine Arbeit gelobt und an anderer Stelle wird vermerkt, er sei absolut unfähig gewesen. Allerdings wird in der Biographie seines Nachfolgers Thomas Dongan erwähnt, dass die Kolonie bei dessen Amtsantritt bankrott gewesen sei und sich in offener Rebellion befand.
Während der Leisler-Rebellion wurde ein Kopfgeld auf ihn ausgesetzt und er musste in das Gebiet des heutigen US-Bundesstaates New Jersey fliehen. Im Jahr 1696 erwarb er dort zusammen mit Arent Schuyler und einigen anderen Personen größere Ländereien. Auf einem Teil dieses Land entstand die Stadt Pompton, die später den Namen Wayne erhalten sollte. Brockholls verbrachte den Rest seines Lebens auf seinem damals erworbenen Land. Er starb im Jahr 1723. Sein genauer Sterbeort ist nicht überliefert.